# Eosentomon aquilinum
Eosentomon aquilinum är en urinsektsart som beskrevs av Josef Nosek 1980. Eosentomon aquilinum ingår i släktet Eosentomon och familjen trakétrevfotingar. Inga underarter finns listade i Catalogue of Life.